# Йоркаш-Кох, Адольф фон
Адольф фон Йоркаш-Кох (нем. Adolf Freiherr von Jorkasch-Koch; 3 октября 1848 — 23 апреля 1909) — австро-венгерский государственный деятель, в 1899—1900 и 1908—1909 — исполняющий обязанности министра финансов Цислейтании. Барон.

## Жизнь и карьера
Изучал право в Лембергском университете. В 1869 поступил на государственную службу, работал в финансовом управлении Галиции и Лодомерии. В 1875 перешел на работу в центральный аппарат министерства финансов в Вене. Работал в отделе таможенных пошлин и сборов, принимал участие в выработке внешнеторговых тарифов. В 1889 возглавил департамент таможенных пошлин минфина. С 1891 — советник министра, с 1896 — шеф секции министерства. В 1898 участвовал в выработке соглашения о разделе доходов от таможенных пошлин с Венгрией. В 1899 назначен членом Тайного совета.
За время своей карьеры дважды назначался временно исполняющим обязанности министра финансов — в 1899—1900 и 1908—1909.